# Ohrili Hüseyin Paša
Ohrili Hüseyin Paša (? Ochrid – 20. května 1622 Istanbul) byl osmanský státník a v roce 1621 albánským velkovezírem v Osmanské říši. Pocházel z města Ohrid (dnešní Severní Makedonie).